# 黑頭柄眼長蝽
黑頭柄眼長蝽（学名：Aethalotus nigriventris）为長蝽科柄眼長蝽屬下的一个种。